# Гуикан
Гуикан (исп. Güicán) — небольшой город и муниципалитет на северо-востоке центральной части Колумбии, на территории департамента Бояка. Входит в состав провинции Гутьеррес.

## История
Поселение, из которого позднее вырос город, было основано 26 февраля 1756 года. Муниципалитет Гуикан был выделен в отдельную административную единицу в 1842 году.

## Географическое положение

Муниципалитет Гуикан

Город расположен в северо-восточной части департамента, в гористой местности Восточной Кордильеры, на расстоянии приблизительно 141 километра к северо-востоку от города Тунха, административного центра департамента. Абсолютная высота — 2820 метров над уровнем моря.
Муниципалитет Гуикан граничит на севере с территорией муниципалитета Кубара, на западе — с муниципалитетом Чискас, на юго-западе — с муниципалитетами Эль-Эспино и Панкеба, на юге — с муниципалитетом Эль-Кокуй, на востоке — с территорией департамента Араука. Площадь муниципалитета составляет 934 км².

## Население
По данным Национального административного департамента статистики Колумбии, совокупная численность населения города и муниципалитета в 2015 году составляла 6909 человек.
Динамика численности населения муниципалитета по годам:
| 2005 | 2006 | 2007 | 2008 | 2009 | 2010 | 2011 | 2012 | 2013 | 2014 | 2015 |
| ---- | ---- | ---- | ---- | ---- | ---- | ---- | ---- | ---- | ---- | ---- |
| 7869 | 7779 | 7694 | 7604 | 7508 | 7416 | 7311 | 7212 | 7110 | 7013 | 6909 |

Согласно данным переписи 2005 года мужчины составляли 49,2 % от населения Гуикана, женщины — соответственно 50,8 %. В расовом отношении белые и метисы составляли 60,5 % от населения города; индейцы — 38 %; негры, мулаты и райсальцы — 1,5 %.
Уровень грамотности среди всего населения составлял 57,5 %.

## Экономика
Основу экономики Гуикана составляет сельское хозяйство.

51,6 % от общего числа городских и муниципальных предприятий составляют предприятия сферы обслуживания, 39,1 % — предприятия торговой сферы, 9,3 % — промышленные предприятия.